# Gunej
Gunej (ros. Гунэй) – wieś w Rosji, w Kraju Zabajkalskim, Agińskim Okręgu Buriackim, w rejonie agińskim. W 2010 liczyła 1016 mieszkańców.